# زبيغنيو شيفشيك
زبيغنيو شيفشيك (بالبولندية: Zbigniew Szewczyk)‏ هو لاعب كرة قدم بولندي في مركز الوسط، ولد في 29 نوفمبر 1967 في Bolesławiec ‏ في بولندا. لعب مع تنس بوروسيا برلين وزاغويمبيه لوبين.

## وصلات خارجية
- زبيغنيو شيفشيك على موقع قاعدة بيانات كرة القدم.إي يو (الإنجليزية)
- زبيغنيو شيفشيك على موقع بيانات كرة القدم. دي إي (الألمانية)